# Илюзия, наречена любов
„Илюзия, наречена любов“ е студиен албум на Лили Иванова, издаден през 2003 година от звукозаписна компания StefKos Music на компактдиск под каталожен номер SM0312073. Албумът се състои от 13 песни, от които два инструментала и две в нова версия.

## Екип

### Технически
- Записите са осъществени в студио „Рей“
- Тонрежисьор: Александър Попов

### Други
- Продуцент: Лили Иванова
- Фотограф: Васил Къркеланов
- Грим: Кирил Чалъков
- Коса: Чавдар Василев-Чочо
- Дизайн: Иво Кирков, Янимир Маджаров
- Печат: „К&Е Принт“ ООД – Бургас